# Пуљијано (Салерно)
Пуљијано (итал. Pugliano) је насеље у Италији у округу Салерно, региону Кампанија.
Према процени из 2011. у насељу је живело 1039 становника. Насеље се налази на надморској висини од 357 м.